# 齊一經
齊一經（1539年—1594年），字訓汝，號惟斋，山東萊州府平度州濰縣人，民籍，明朝政治人物。

## 生平
曾在同鄉劉應節門下課館，与其子劉元功講業。隆庆元年（1567年）丁卯科山東鄉試第四十八名舉人。隆慶五年（1571年）中式辛未科會試第二百七十四名，三甲第二百零九名進士。都察院觀政，授山西交城知县，五年七月考选，擢户科给事中，萬曆六年（1578年）轉礼科右、禮科左，次年养病。九年五月复除吏科左，奏弹不避权贵，神宗嘉其鲠直，嘗书之御屏曰：齐一经强口强舌。同年出守德安府，十四年正月升浙江副使，六月改河南副使，十六年十二月升至山西左参政，分守河東，十七年调簡，家居六年，萬曆二十二年卒，年五十六，祀乡贤。

## 家族
曾祖齊翱；祖父齊英；父齊聞樂，母劉氏；繼母信氏。慈侍下。弟一夔、一中。無子，生三女，嫁鴻艫于惠宗子于永赖、都諫姚德重子姚宗濬、知縣于养盛子于汶。